# سوسک کرگدنی انگاننسیس
سوسک کرگدنی انگاننسیس (نام علمی: Chalcosoma engganensis) نام یک گونه از زیرخانواده سوسک‌های کرگدنی است.